# Delphinium yechengense
Delphinium yechengense là một loài thực vật có hoa trong họ Mao lương. Loài này được Chang Y.Yang & B.Wang mô tả khoa học đầu tiên năm 1992.